# أرسيتا
أرسيتا (بالإيطالية: Arsita)‏ هي بلدية في مقاطعة تيرامو في إقليم أبروتسو الإيطالي.

## السكان
تطور النمو السكاني لـ أرسيتا